# Kurobe Gorge Railway
Kurobe Gorge Railway Co., Ltd. (黒部峡谷鉄道株式会社, Kurobe Kyōkoku Tetsudō Kabushiki-gaisha), également appelée Kurotetsu (黒鉄), est une compagnie de chemin de fer qui exploite une ligne ferroviaire dans la préfecture de Toyama au Japon. Son siège social se trouve dans la ville de Kurobe.

## Histoire
La compagnie a été fondée le 4 mai 1971 pour exploiter la ligne utilisée par la Kansai Electric Power Company pour la construction du barrage de Kurobe.

## Ligne
La ligne principale Kurobe Gorge Railway est principalement utilisée pour la desserte industrielle des usines hydroélectriques le long des gorges du fleuve Kurobe. La ligne est aussi exploitée comme un chemin de fer touristique, mais seules quelques gares sont accessibles au public. L'écartement des voies est d'une voie étroite de 762 mm.
| Ligne            | Nom japonais | Terminus              | Longueur (km) | Gares |
| ---------------- | ------------ | --------------------- | ------------- | ----- |
| Ligne principale | 本線         | Unazuki - Keyakidaira | 20,1          | 10    |

### Détails techniques
En 2023, trois employés sont qualifiés pour effectuer des inspections des voies. Ces inspections sont effectuées mensuellement, les travailleurs parcourant à pied des tronçons de 7 kilomètres pour inspecter visuellement chaque segment de la voie, ce qui prend environ 3 heures. Tout écart entre les rails de plus de 6 mm nécessite une réparation. En raison du grand nombre de courbes (bien plus de 200) le long du parcours de 20 kilomètres, des sections de rails de 10 mètres sont utilisées, au lieu de sections plus longues comme cela serait le cas sur une voie ferrée classique. Les sections de voie plus courtes ont donc plus de joints (et plus d'endroits où des problèmes peuvent survenir), ce qui nécessite des inspections détaillées, avec une attention particulière portée à ces joints. Aux heures de pointe, 5 trains par heure circulent sur la ligne ; les inspections sont effectuées lorsque les trains circulent, ce qui augmente les risques de sécurité pour ces inspections.

## Matériel roulant

### Locomotives

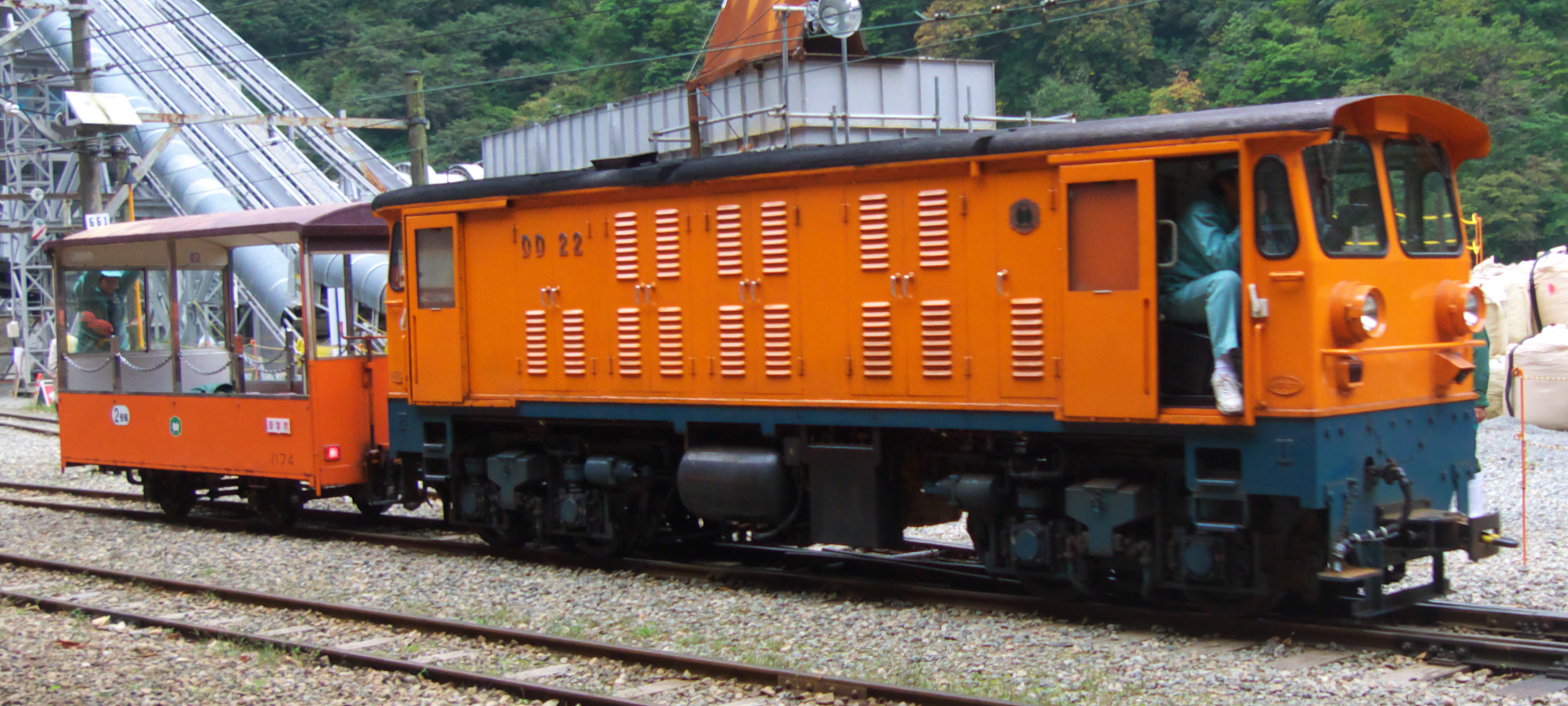
Locomotive DD22
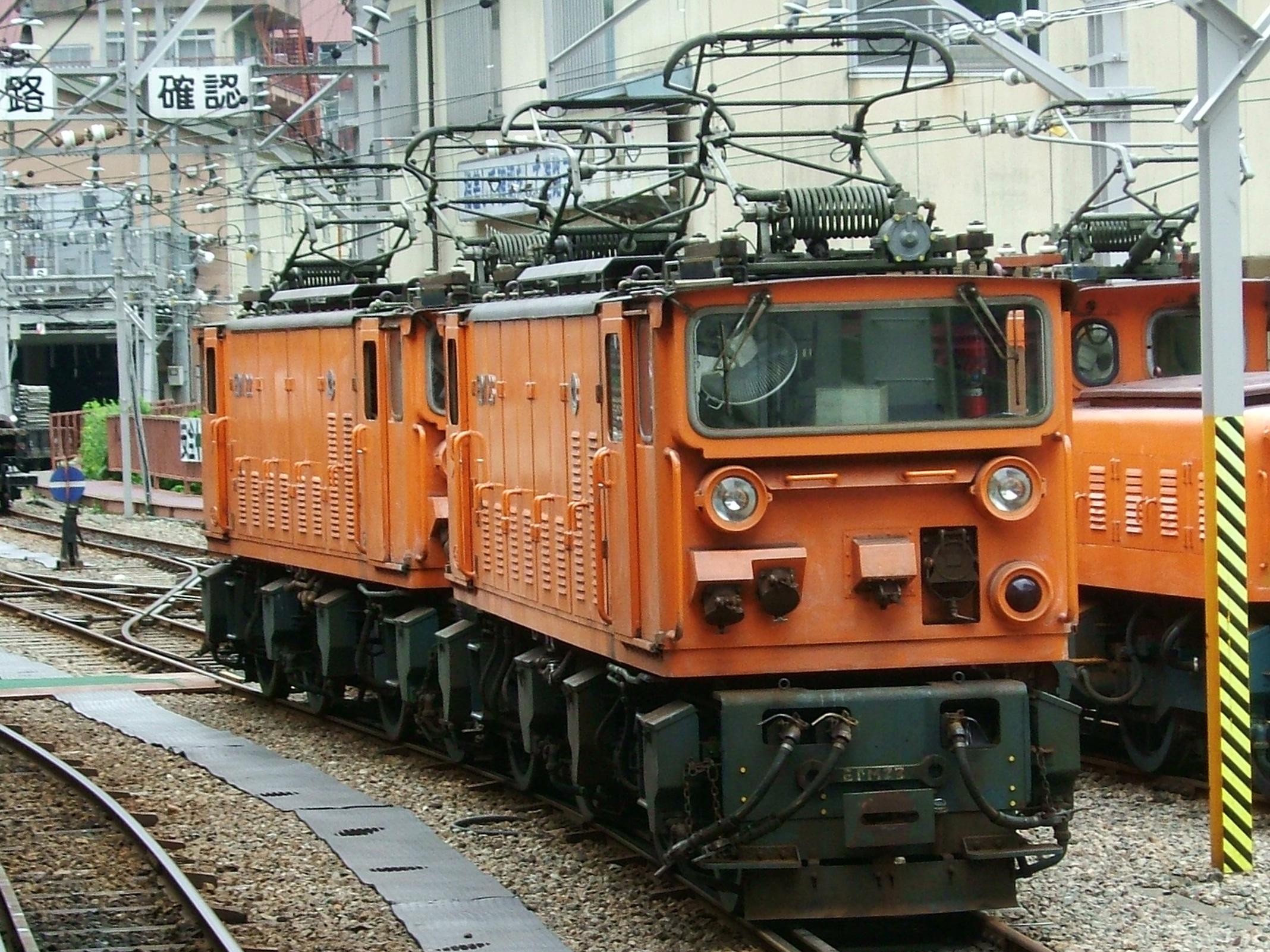
Locomotive EDM
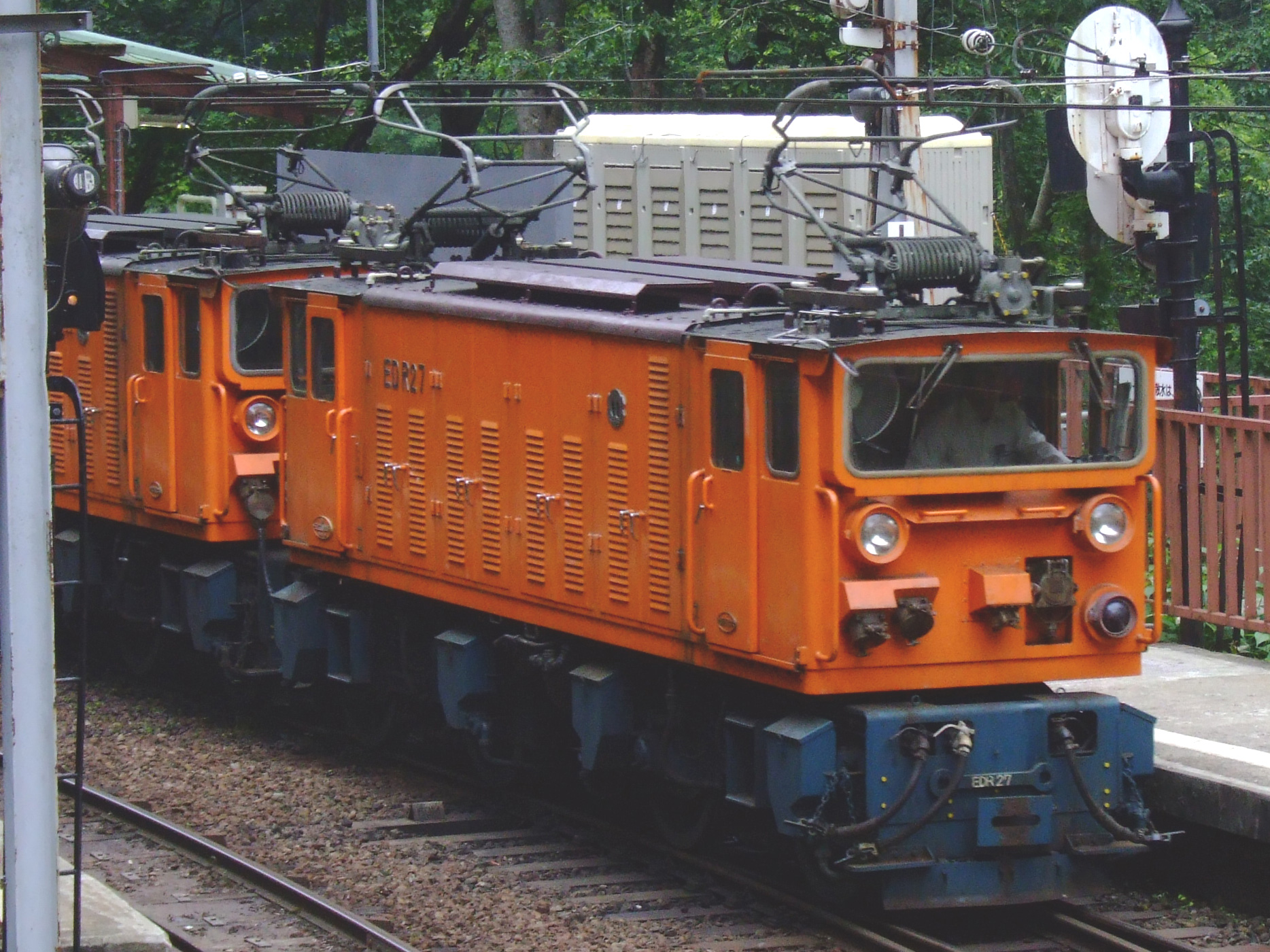
Locomotive EDR
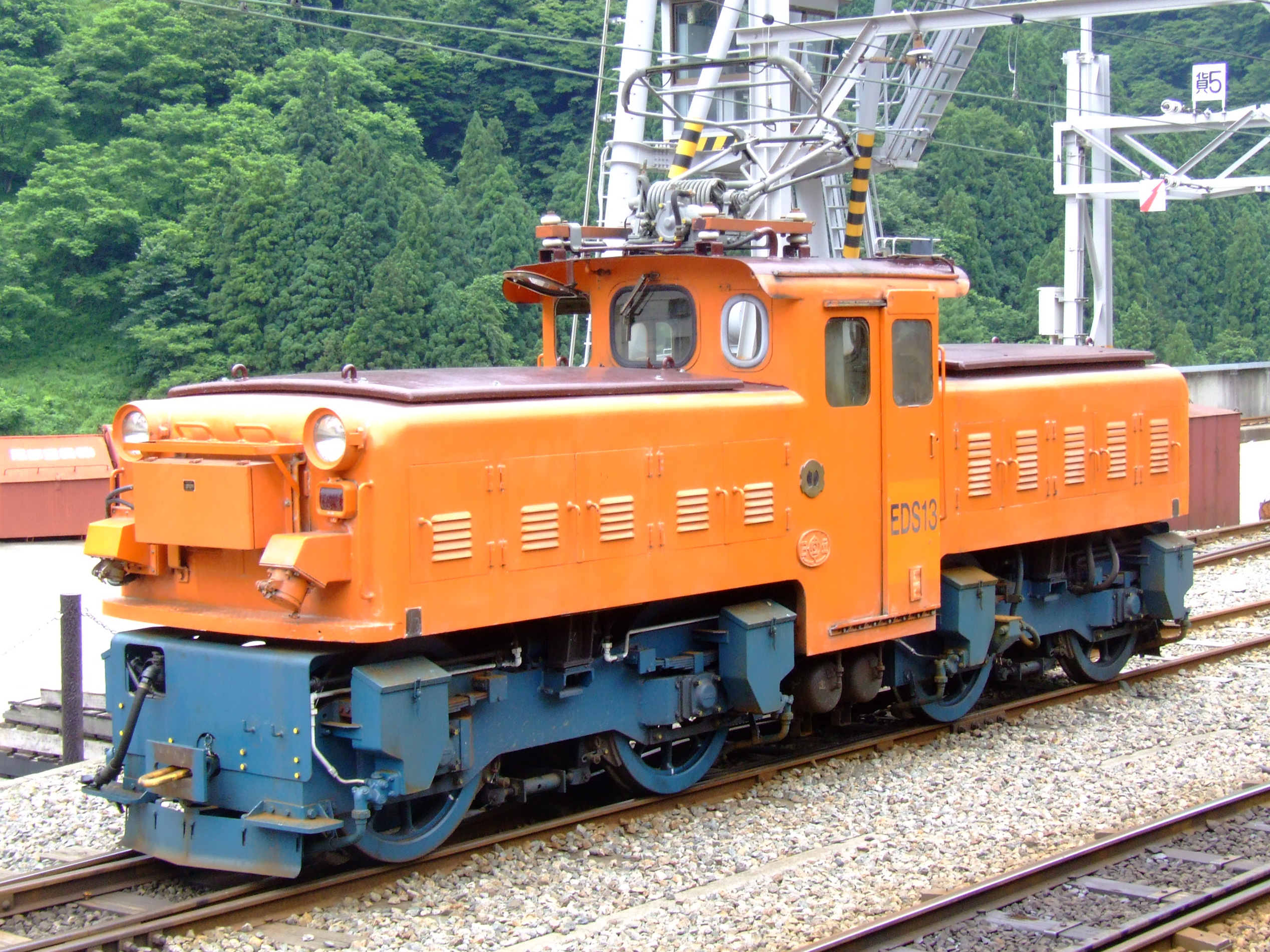
Locomotive EDS
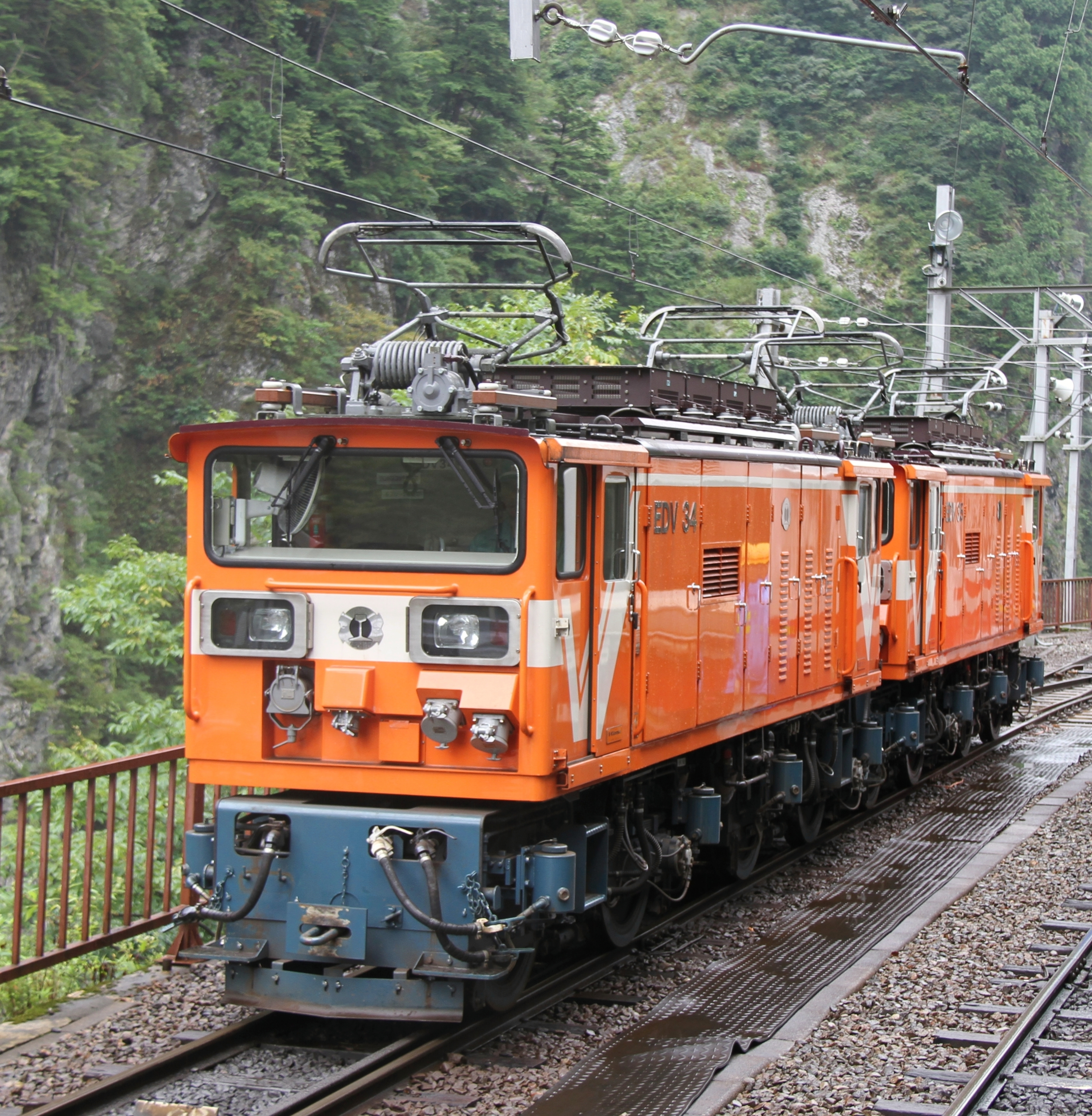
Locomotive EDV

### Voitures

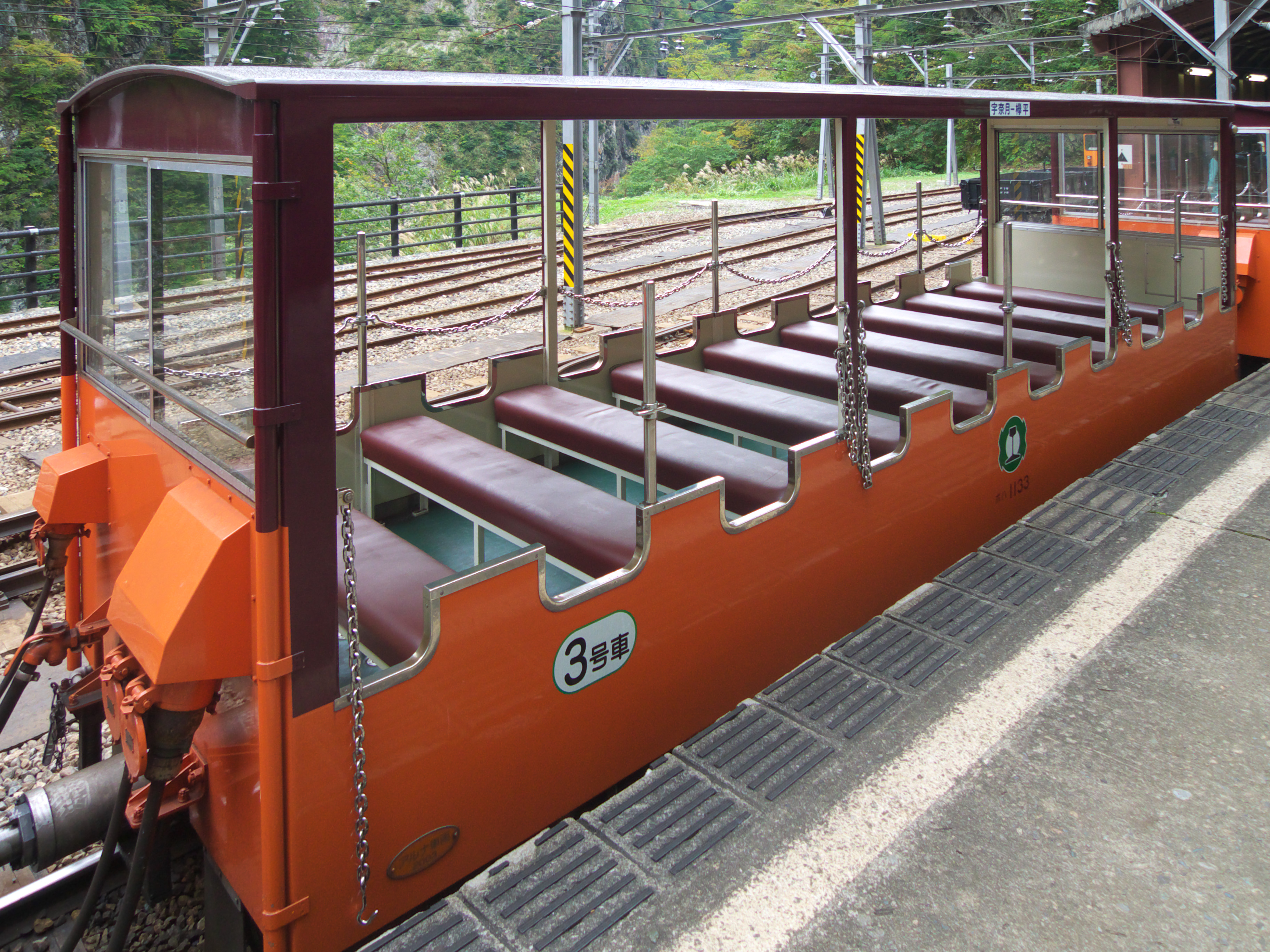
Série 1000
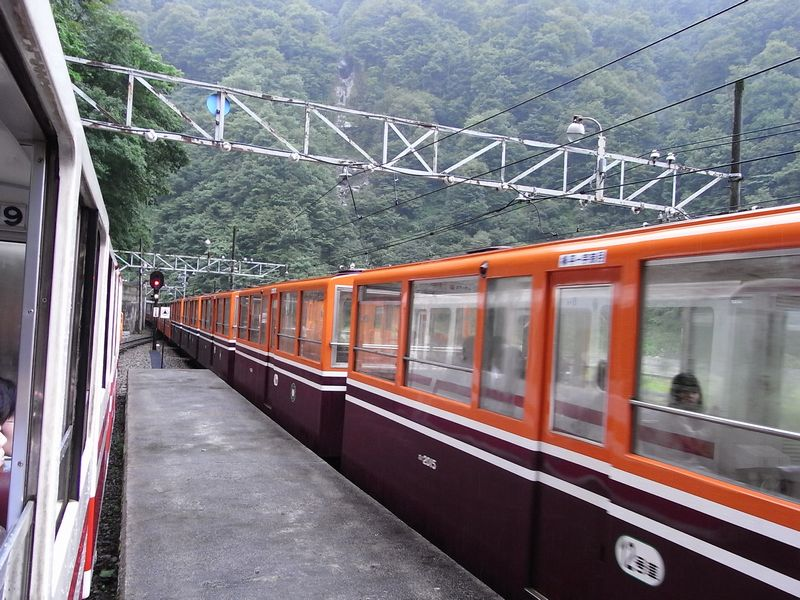
Série 2000
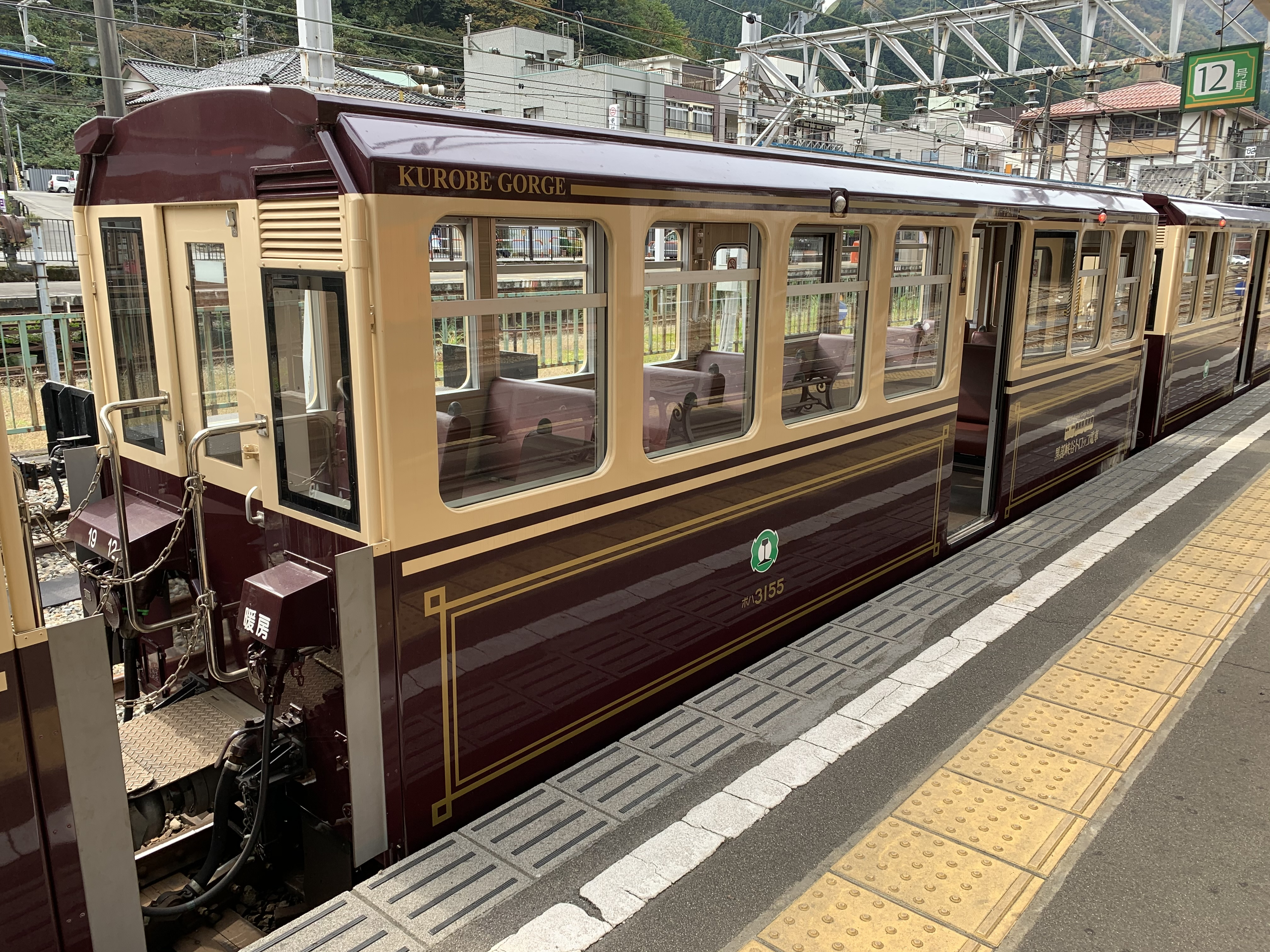
Série 3100